# Elecciones estatales de Chiapas de 2012
Las elecciones estatales del Estado de Chiapas de 2012 se llevaron a cabo el domingo 1 de julio de 2012, y en ellas se renovaron los siguientes cargos de elección popular:
- Gobernador de Chiapas.Titular del Poder Ejecutivo del estado, electo para un periodo de seis años no reelegibles en ningún caso, el candidato electo fue Manuel Velasco Coello de la coalición Compromiso por Chiapas.
- 122 Ayuntamientos. La Reforma electoral de Chiapas, menciona que por única ocasión habría Ayuntamientos cuya duración sería de 2011-2012, para unir a las elecciones federales (Presidente de la República, diputados, senadores) con las Estatales (Gobernador del Estado, 118 ayuntamientos y diputados locales)
- Diputados locales. La reforma electoral de Chiapas, menciona que por única ocasión los diputados elegidos en el 2010 concluirían su cargo el 30 de septiembre de 2012, para unir a las elecciones federales (Presidente de la República, diputados, senadores) con las estatales (Gobernador del Estado, 118 ayuntamientos y diputados locales)

## Resultados electorales

### Resultados federales: presidente
|  | 16.05 % |

|  | 45.93 % |

|  | 31.22 % |

|  | 2.36 % |

|  | 0.02 % |

|  | 4.42 % |

|  | 100.00 % |

### Gubernatura
|  | 9.28 % |

|  | 67.14 % |

|  | 17.41 % |

|  | 1.31 % |

|  | 0.10 % |

|  | 4.75 % |

|  | 100.00 % |

### Distribución de Ayuntamientos
| Partido/Alianza | Partido/Alianza                                                                                               | Municipios |
| --------------- | --- | ---------- |
|                 | Partido Acción Nacional                                                                                       | 7          |
|                 | Partido Revolucionario Institucional                                                                          | 38         |
|                 | Movimiento Progresista por Chiapas                                                                            | 15         |
|                 | Partido Verde Ecologista de México                                                                            | 47         |
|                 | Partido Revolucionario Institucional Nueva Alianza Partido Orgullo Chiapas                                    | 0          |
|                 | Partido Revolucionario Institucional Partido Verde Ecologista de México Partido Orgullo Chiapas               | 7          |
|                 | Partido Revolucionario Institucional Partido Verde Ecologista de México Nueva Alianza Partido Orgullo Chiapas |            |
|                 | Nueva Alianza                                                                                                 | 3          |
|                 | Partido Revolucionario Institucional Partido Orgullo Chiapas                                                  | 4          |
|                 | Partido Orgullo Chiapas                                                                                       | 1          |

#### Tuxtla Gutiérrez
- Samuel Toledo Córdova Toledo  Hecho